# Maciej Sieciński
Maciej Sieciński herbu Rogala (zm. 1642) – kasztelan wyszogrodzki po 1626 roku, podczaszy wyszogrodzki i podstarości przemyski w 1609 roku.
Poseł na sejm zwyczajny 1626 roku z ziemi przemyskiej.